# Сяшань
Сяша́нь (кит. упр. 霞山, пиньинь Xiáshān) — район городского подчинения городского округа Чжаньцзян провинции Гуандун (КНР).

## История
Исторически это были земли уезда Суйси. В 1899 году они вошли в состав французского сеттльмента Гуанчжоувань. После возвращения Гуанчжоувань под китайскую юрисдикцию и переименования его в город Чжаньцзян в 1946 году был создан район Сиин (西营区). В 1953 году он был расформирован.
В 1960 году была образована Сяшаньская коммуна. В годы культурной революции в 1968 году был создан Революционный комитет района Сяшань. В 1980 году он был преобразован в администрацию района Сяшань.

## Административное деление
Район делится на 12 уличных комитетов.